# Commission internationale des tests
La Commission internationale des tests ou CIT est une association nationale regroupant différentes associations de psychologie, d'organismes et d'individus, faisant la promotion du « bon développement, d'évaluation et d'usages » des tests éducationnels et psychologiques. La CIT est un organisme à but non lucratif, affilié à l'Association Internationale de Psychologie Appliquée (AIPA) et à l'Union Internationale de psychologie scientifique (IUPsyS). La CIT stimule la coopération internationale sur des projets de recherche pertinents d'un point de vue scientifique et éthique concernant l'utilisation de tests[réf. nécessaire]. Le CIT élabore des lignes directrices sur l'utilisation des tests, elle tient une conférence internationale biennale, elle publie une revue scientifique (International Journal of Testing) et un bulletin d'information (Testing International).

## Histoire de la CIT
La fondation de la CIT est due aux efforts de Jean Cardinet (Suisse), qui a présenté ses préoccupations concernant l'éthique de l'utilisation de tests psychologiques à l'Assemblée Générale de la Société Psychologique Suisse en 1968. En 1971, l'Association Suisse des Professionnels de Psychologie Appliquée ont publié un ensemble de règles visant à promouvoir la qualité et éviter les abus de tests. Cardinet a lancé un projet visant à créer des commissions nationales de tests dans tous les pays, à l'aide de tests psychologiques. Son idée fut approuvée par l'Association Internationale de Psychologie Appliquée (AIPA) en 1971 et en 1974 ; au moins 15 commissions nationales de tests ont existé.
En 1975, un conseil consultatif sur l'émergence de la CIT s'est réuni afin de rédiger une constitution et un accord sur les premières initiatives, notamment une enquête publique sur les tests d'attitudes. La CIT est officiellement née en 1976, lors du Congrès de l'Union Internationale des Sciences Psychologiques (IUPsyS), où sa constitution fut provisoirement approuvée.
Le projet de constitution a défini deux catégories de membres : (a) les membres à part entière, composé de commissions nationales de tests reconnus par l'association psychologique dans leur pays respectifs, et (b) les membres affiliés, qui étaient soit des associations internationales ayant un intérêt pour les tests, ou des associations nationales de pays non membres à part entière de la CIT. La structure de la composition a été modifiée à plusieurs reprises : d'abord en 1998, lorsque l'affiliation fut ouverte à toute organisation intéressée par le test (notamment les éditeurs ou les universités, qui n'avaient pas été acceptés précédemment), puis en 2000, lorsque la catégorie des membres individuels fut créée.
A ce jour, les membres de la CIT proviennent pour la plupart d'Europe et d'Amérique du Nord, mais aussi de certains pays du Proche et du Moyen-Orient, d'Amérique du Sud et d'Afrique.

## Initiatives de la CIT

### International Journal of Testing
Pour les articles homonymes, voir IJT.
l'International Journal of Testing (IJT) est la revue officielle de la CIT publiée depuis 1999 par Routledge (maintenant, Taylor & Francis Group). Il y a quatre numéros par an. L'IJT publie des articles originaux de discussions de questions théoriques, méthodologiques et empiriques de la recherche dans le domaine des tests.

### Lignes directrices des meilleures pratiques
N'ayant aucune volonté politique d'application de normes pour les tests psychologiques au niveau national, la CIT promeut de bonnes pratiques dans la construction et l'utilisation de tests, par le développement de lignes directrices des meilleures pratiques. À ce jour, la CIT a publié les lignes directrices suivantes :
1. Lignes directrices de la CIT pour l'adaptation des tests
2. Lignes directrices de la CIT pour l'utilisation des tests
3. Lignes directrices de la CIT pour les tests informatisés ou distribués par internet
4.Lignes directrices de la CIT pour le contrôle de la qualité de la notation, l'analyse et le report des résultats
5. Lignes directrices de la CIT pour la sécurité des tests, les examens et les autres évaluations
Les lignes directrices peuvent être téléchargées en anglais et en d'autres langues à partir du site web de la CIT.

### Testing International (Bulletin d'information de la CIT)
Le bulletin d'information « Testing International » diffuse des informations d'intérêt international aux membres de la CIT deux fois par an. Les éditions précédentes sont mises à disposition du public sur le site web de la CIT.

### Conférences de la CIT
La CIT organise une conférence biennale scientifique, qui rassemble habituellement près de 400 à 500 délégués de 40 pays différents. Les détails des rencontres passées et les prochaines rencontres sont annoncés sur le site web de la CIT.